# Horizontalrichtung
Eine Horizontalrichtung ist der Schenkel eines Horizontalwinkels. In der Geodäsie werden Horizontalrichtungen mit einem Theodolit oder Tachymeter sehr genau gemessen.
Die Messung erfolgt dabei an einem horizontal gelagerten Teilkreis, der eine Winkelteilung (z. B. 400 gon oder 360°) enthält. Unabhängig vom Nullpunkt dieser Teilung wird für jede Fernrohrzielung ein Winkelwert am Teilkreis abgelesen. Voraussetzung für korrekte Ergebnisse ist, dass der Teilkreis während der gesamten Messung festgehalten wird, d. h., dass sich der Nullpunkt nicht ändert.
Die weitere Verwendung der Horizontalrichtungen hängt von der Aufgabenstellung ab:
- aus der Differenz zweier Horizontalrichtungen kann ein Winkel berechnet werden (z. B. für den Rückwärtsschnitt)
- durch Vergleich der Horizontalrichtung mit Richtungswinkeln in einem Koordinatensystem kann die Orientierungsunbekannte berechnet werden, das ist die auf Nord bezogene Richtung des Nullpunktes am Teilkreis (Satzorientierung).

Horizontalrichtungen, die mit einem Theodolit oder Tachymeter in der ersten und der zweiten Fernrohrlage zu ein und demselben Zielpunkt gemessen werden, unterscheiden sich um genau 200 gon.
Sind Gerätefehler (Zielachsenfehler, Kippachsenfehler) vorhanden, so weicht die Differenz der in den beiden Fernrohrlagen bestimmten Messwerte von 200 gon ab. Die Gerätefehler verfälschen die gemessenen Horizontalrichtungen mit entgegengesetzten Vorzeichen in den Fernrohrlagen, so dass der Mittelwert der Messwerte in beiden Fernrohrlagen unter Berücksichtigung der Differenz von 200 gon fehlerfrei ist.